# Fuente de neutrones
Una fuente de neutrones es cualquier dispositivo que emite neutrones, independientemente del mecanismo utilizado para producirlos. Se utilizan en física, ingeniería, medicina, armas nucleares, exploración petrolera, biología, química y energía nuclear.
Las variables de la fuente de neutrones incluyen la energía de los neutrones emitidos por la fuente, la tasa de neutrones emitidos, el tamaño de la fuente, el costo de propiedad y mantenimiento de la fuente y las regulaciones gubernamentales relacionadas con la fuente.

## Pequeños dispositivos

### Fisión espontánea (FE)
Algunos isótopos experimentan fisión espontánea (FE) con la emisión de neutrones. La fuente de la fisión espontánea más común es el isótopo californio-252. El 252Cf y todas las demás fuentes de neutrones de FE se obtienen irradiando uranio o elementos transuránicos en un reactor nuclear, donde los neutrones se absorben en el material de partida y sus productos de reacción posteriores, transmutando el material de partida en isótopos capaces de experimentar fisión espontánea. Las fuentes de neutrones 252Cf suelen tener entre 1/4" y 1/2" de diámetro y entre 1" y 2" de longitud. Una fuente de neutrones 252Cf típica emite de 107 a 109 neutrones por segundo cuando es nueva, pero con una vida media de 2,6 años, la producción de neutrones se reduce a la mitad en 2,6 años. Una fuente de neutrones 252Cf típica costaba en la década de 2010 entre 15.000 y 20.000 dólares.

### Radioisótopos con desintegración alfa mezclados con un elemento ligero
Los neutrones se producen cuando las partículas alfa chocan contra cualquiera de varios isótopos ligeros, incluidos isótopos de berilio, carbono u oxígeno. Por tanto, se puede crear una fuente de neutrones mezclando un emisor alfa como radio, polonio o americio con un isótopo de bajo peso atómico, normalmente mezclando polvos de los dos materiales. Las fuentes de neutrones alfa suelen producir ~106–108 neutrones por segundo. Una fuente de neutrones alfa de berilio puede producir alrededor de 30 neutrones por cada 106 partículas alfa. La vida útil de dichas fuentes depende de la vida media del radioisótopo. El tamaño y el coste de estas fuentes de neutrones son comparables a las fuentes de fisión espontánea. Las combinaciones habituales de materiales son plutonio-berilio (PuBe), americio-berilio (AmBe) o americio-litio (AmLi).

### Radioisótopos que se desintegran con fotones de alta energía ubicados junto con berilio o deuterio
La radiación gamma con una energía que excede la energía de la unión de los neutrones de un núcleo puede expulsar un neutrón (mediante fotodesintegración). Dos reacciones de ejemplo son:
- 9Be + fotón >1,7 MeV → 1 neutrón + 2 4He
- 2H (deuterio) + fotón >2,26 MeV → 1 neutrón + 1H

### Generadores de neutrones de tubo sellado
Algunos generadores de neutrones basados en aceleradores inducen la fusión entre haces de iones de deuterio y/o tritio y objetivos hidruro que también contienen estos isótopos.

## Dispositivos de tamaño mediano

### Dispositivos de enfoque de plasma ypellizco de plasma
Una fuente de neutrones de foco de plasma denso produce una fusión nuclear controlada mediante la creación de un plasma denso dentro del cual se calienta deuterio gaseoso y/o tritio ionizado a temperaturas suficientes para generar la fusión.

### Confinamiento electrostático inercial
Los dispositivos de confinamiento electrostático inercial, como el fusor de Farnsworth-Hirsch, utilizan un campo eléctrico para calentar un plasma hasta alcanzar condiciones de fusión y producir neutrones. Se han desarrollado varias aplicaciones, desde algunas materializadas por aficionados a la física, hasta aplicaciones comerciales, principalmente en los EE. UU.

### Aceleradores de iones ligeros
Se pueden utilizar aceleradores de partículas tradicionales con fuentes de iones de hidrógeno (H), deuterio (D) o tritio (T) para producir neutrones utilizando objetivos de deuterio, tritio, litio, berilio y otros materiales con bajo número atómico. Normalmente, estos aceleradores funcionan con energías en el rango > 1 MeV.

### Sistemas de fotoneutrones/fotofisión porradiación de frenadode alta energía
Los neutrones se producen cuando fotones por encima de la energía de enlace nuclear de una sustancia inciden sobre esa sustancia, lo que hace que experimente resonancia de dipolo gigante, después de lo cual emite un neutrón (mediante fotodesintegración) o sufre una fisión (fotofisión). La cantidad de neutrones liberados por cada evento de fisión depende de la sustancia empleada. Normalmente, los fotones comienzan a producir neutrones al interactuar con la materia normal a energías de aproximadamente 7 a 40 MeV, lo que significa que las instalaciones de radioterapia que utilizan rayos X de megavoltaje también producen neutrones, de manera que algunas de ellas requieren blindaje para evitar la fuga de estas partículas. Además, los electrones de energía superior a aproximadamente 50 MeV pueden inducir una resonancia dipolar elevada en nucleidos mediante un mecanismo que es el inverso de la conversión interna y, por lo tanto, producir neutrones mediante un mecanismo similar al de los fotoneutrones.

## Grandes dispositivos

### Reactores de fisión nuclear
La fisión nuclear dentro de un reactor produce muchos neutrones y puede usarse para distintos propósitos, incluida la generación de energía y la realización de experimentos. Los reactores de investigación suelen estar especialmente diseñados para permitir la colocación de muestras de materiales en un entorno de alto flujo de neutrones.

### Sistemas de fusión nuclear
En la fusión nuclear, la fusión de isótopos pesados de hidrógeno, también tiene el potencial de producir una gran cantidad de neutrones. Existen sistemas de fusión a pequeña escala para fines de investigación (plasma) en muchas universidades y laboratorios de todo el mundo. También existe un pequeño número de experimentos de fusión a gran escala, incluido la National Ignition Facility en los EE. UU., el JET en el Reino Unido y el experimento ITER que seguía en construcción en Francia en la década de 2020. Ninguno de ellos se utiliza como fuente de neutrones.
El confinamiento inercial tiene el potencial de producir mayores órdenes de magnitud de neutrones que la espalación. Esto podría ser útil para la radiografía de neutrones, que puede usarse para ubicar átomos de hidrógeno en estructuras, resolver el movimiento térmico atómico y estudiar la excitación colectiva de núcleos de manera más efectiva que los rayos X.

### Aceleradores de partículas de alta energía
Una fuente de espalación consiste en un flujo de protones que han sido acelerados a altas energías hasta alcanzar un objetivo, lo que a su vez provoca la emisión de neutrones. Las fuentes de neutrones más potentes del mundo tienden a basarse en la espalación, ya que los reactores de fisión de alto flujo tienen un límite superior de neutrones producidos. A partir de 2022, la fuente de neutrones más poderosa del mundo es la Spallation Neutron Source en Oak Ridge (Tennessee), mientras que se estaba construyendo la Fuente Europea de Neutrones por Espalación en Lund (Suecia), diseñada para convertirse en la fuente de neutrones pulsados de duración intermedia más potente del mundo. Se propone que los reactores de fisión nuclear subcríticos utilicen fuentes de neutrones de espalación y se puedan emplear tanto para transmutación (por ejemplo, la producción de radionucleidos médicos o la síntesis de metales preciosos) como para la generación de energía, ya que la energía necesaria para producir un neutrón de espalación (~30 MeV en los niveles tecnológicos actuales) es casi un orden de magnitud menor que la energía liberada por la fisión (~200 MeV para la mayoría de los actínidos fisionables).

## Flujo de neutrones
Para la mayoría de las aplicaciones, un flujo de neutrones más alto es mejor (ya que reduce el tiempo necesario para realizar el experimento o para generar imágenes). Los dispositivos de fusión para aficionados, como los fusores iónicos, generan solo unos 300.000 neutrones por segundo. Los dispositivos fusores comerciales pueden generar del orden de 109 neutrones por segundo, por lo que un flujo utilizable es inferior a 105 n/(cm2 s). Los dispositivos que generan grandes haces de neutrones de todo el mundo logran flujos mucho mayores. Las fuentes basadas en reactores producen 1015 n/(cm2 s), y las fuentes de espalación generan > 1017 n/(cm2 s).